# Calamotropha azumai
Calamotropha azumai là một loài bướm đêm trong họ Crambidae.